# Mathilde Kindt
Ne doit pas être confondu avec Jane Thylda.
Mathilde Kindt, née à Bruxelles le 16 juin 1833 et morte à Paris (9e arrondissement) le 16 mai 1886, est une femme de lettres belge qui a publié sous le pseudonyme de Jeanne Thilda, ou Mathilde Stevens, ou encore Mathilde Stev***.

## Biographie
Mathilde Anaïs Jules Kindt née à Bruxelles de Jules Herman Kindt, sénateur bruxellois et d’Aminthe Joséphine Couyère.
Le 19 avril 1856, elle épouse à Saint-Josse-ten-Noode, où elle réside, Arthur Stevens, critique d'art et marchand de tableaux, frère des peintres Joseph Stevens et Alfred Stevens.
Elle arrive à Paris vers 1856 où elle écrit sous le pseudonyme de Jeanne pour Gil Blas et de Thilda pour la France.
Elle commence sa notoriété par des critiques d’art dont elle exacerbe le point de vue féminin pour se démarquer et, de ce fait, s’octroyer une certaine liberté de jugement.
Son divorce d’avec Arthur Stevens, avec lequel elle a eu deux filles, fut possible en Belgique vers 1862, alors qu'à cette époque, il est toujours interdit en France.
Mathilde Kindt est une salonière qui reçoit notamment Guy de Maupassant et lui inspire le personnage de Madeleine Forestier dans Bel-Ami,.
Elle repose au cimetière de Passy aux côtés de son petit-fils Robert Mallet-Stevens. La concession est de 1886.
Il ne faut pas confondre son pseudonyme Jeanne Thilda avec celui d'une artiste de théâtre Jane Thylda ayant travaillé avec Liane de Pougy, vers 1900.

## Œuvres
- Les Impressions d’une femme, au salon de 1859
- Le Oui et le non des femmes, par Mathilde Stev, 1862
- L'Amant de carton, par Mathilde Stev***, 1863
- Madame Sosie, par Mathilde Stev***, 1867
- Les froufrous, par Thilda, 1879
- Pour se damner, par Jeanne Thilda, Paris : E. Rouveyre et G. Blond, 1883
- Péchés capiteux, par Jeanne Thilda, illustré par Fernand Auguste Besnier, Paris : C. Marpon et E. Flammarion, 1884